# Habronattus leuceres
Habronattus leuceres là một loài nhện trong họ Salticidae.
Loài này thuộc chi Habronattus. Habronattus leuceres được Ralph Vary Chamberlin miêu tả năm 1925.